# خوي مير
خوي مير (بحيرة خوي) هي بحيرة متاخمة في هولندا بين الجزء الجنوب الشرقي من شمال-هولندا وفليفولاند.